# Павлодар (аеропорт)
Аеропо́рт «Павлода́р» (каз. Халықаралық Павлодар Әуежайы) (IATA: PWQ, ICAO: UASP) — аеропорт міста Павлодара в Казахстані. 
Аеродром Павлодар 2 класу, здатний приймати повітряні судна Іл-76, Ту-134, Ту-154, Як-42, Ан-12, Іл-18 і більш легкі, а також вертольоти всіх типів.
Павлодарский аеропорт існує з 1949 року; в 2003-2005 аеропорт перебував на реконструкції. Відповідно до проекту виконано роботи з посилення і розширення існуючих штучних покриттів аеродрому, а також з обладнання аеродрому світлосигнальною системою по I категорії ICAO та реконструкції системи електропостачання аеродрому.

## Авіалінії та напрямки
| Авіакомпанія | Пункт призначення                                  |
| ------------ | -------------------------------------------------- |
| Air Astana   | Алмати, Астана                                     |
| Bek Air      | Алмати, Астана                                     |
| Belavia      | Сезонний: Мінськ                                   |
| Qazaq Air    | Алмати, Астана, Шимкент                            |
| S7 Airlines  | Москва-Домодєдово, Новосибірськ (з 30 травня 2018) |
| SCAT         | Астана                                             |